# Syrie aux Jeux olympiques
La Syrie a participé à 12 Jeux d'été et à aucun Jeux d'hiver. Le pays a gagné 1 médaille d'or, 1 médaille d'argent et 2 médailles de bronze depuis 1948 jusqu'à aujourd'hui.
Pendant la guerre civile syrienne, le régime syrien utilise la participation de ses délégations aux compétitions internationales, et notamment aux Jeux olympiques, comme un moyen de communication à des fins de normalisation et de propagande,,.
En 2024, la participation d'Omar Aroub aux jeux olympiques de Paris est annulée par le CIO en raison de son implication dans des crimes de guerre.